# آنفین کالسبرگ
آنفین کالسبرگ (فارویی: Fólkaflokkurin; ۱۹ نوامبر ۱۹۴۷ – ۲۰ فوریهٔ ۲۰۲۴) سیاستمدار، حسابدار، و اهالی کسب‌وکار اهل جزایر فارو بود. وی از ۱۵ مه ۱۹۹۸ تا ۳ فوریه ۲۰۰۴ نخست‌وزیر این کشور بود.
آنفین کالسبرگ در ۲۰ فوریه ۲۰۲۴، در سن ۷۶ سالگی درگذشت.